# Tyska studentkåren
Tyska studentkåren (tyska: Deutsche Studentenschaft, akronym DSt), grundad 1919 och upplöst 1945, var en sammanslagning av alla studentorganisationer vid tyska universitet, inklusive fristaden Danzig, Österrike och dåvarande tyskspråkiga universitet i Tjeckoslovakien. I början av 1920-talet drabbades DSt av allvarliga interna konflikter mellan den republikanska minoritetsfalangen och en majoritetsfalang som var Völkisch.
Från och med 1931 kom organisationen att domineras av Nationalsocialistiska tyska studentförbundet (NSDStB), med vilken den senare fusionerades (1936) efter många år av slitningar organisationerna emellan. Efter andra världskrigets slut förbjöds organisationen av Allierade kontrollrådet som ansåg att organisationen var nazistisk.

## Kampanj mot "otyskheten"

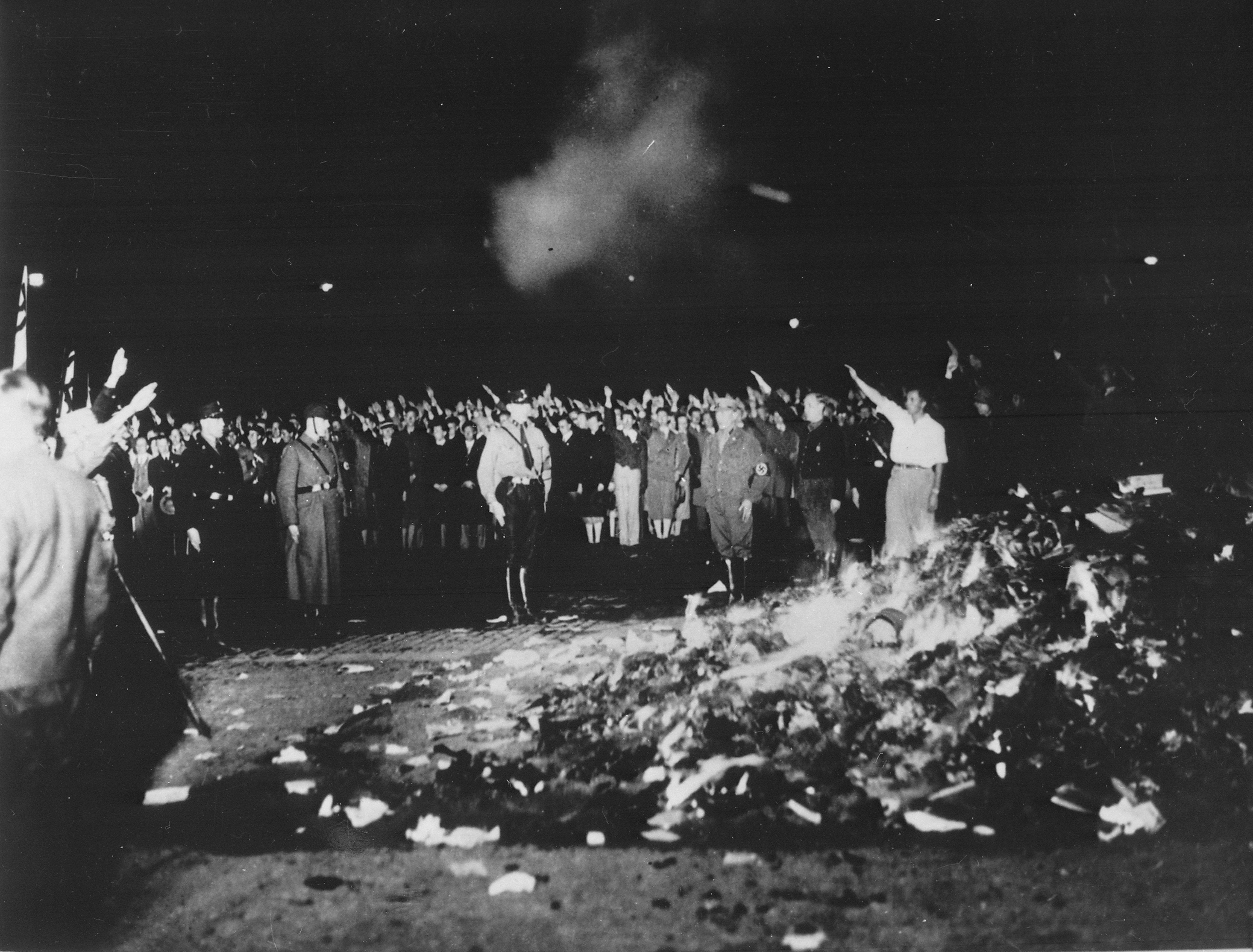
Bokbränningen på Opernplatz i Berlin 10 maj 1933

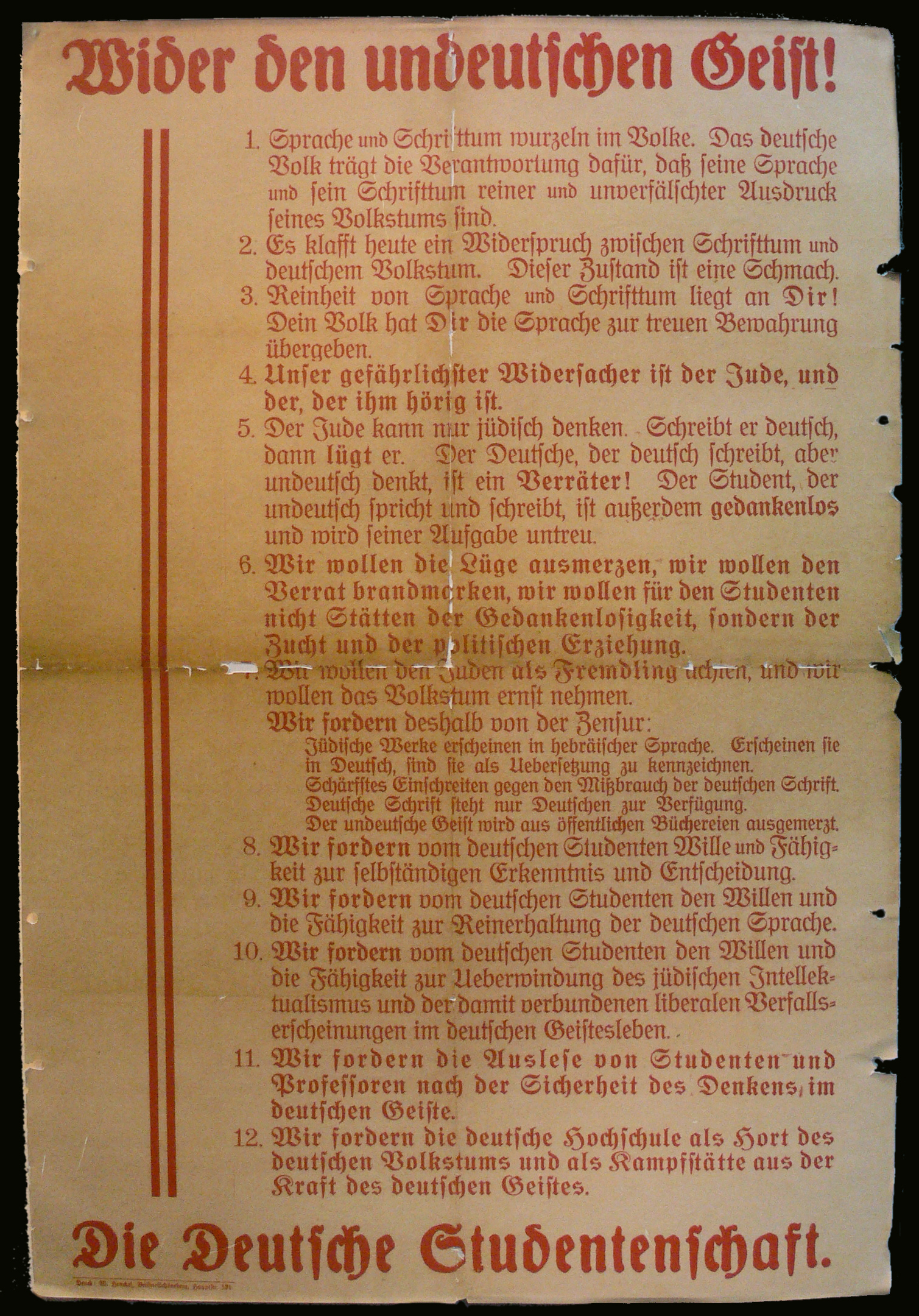
Det vida spridda flygbladet från den Tyska studentkåren med de tolv teserna deklarerade, vilken förespråkar bokbål.

I april 1933 tog Tyska studentkåren, under ledning av Nationalsocialistiska tyska studentförbundet, initiativet till en aktion mot otyskheten, vilken kablades ut från centralt håll till alla tyska universitetsstäder. Studentkåren presenterade tolv teser, inklusive ett yrkande på censur, något som sedan en tid praktiserats. Efter att Tyska studentkåren utropat nationell samling mot "otyskheten" den 6 april 1933 genomförde medlemmar från Tyska studentkåren och Nationalsocialistiska tyska studentförbundet den 6 maj en planerad attack mot Institutet för sexualforskning som låg i Berlinstadsdelen Tiergarten. Några dagar senare (10 maj) togs innehållet i institutets bibliotek och arkiv till Opernplatz där det brändes. Uppemot 20 000 böcker och journaler samt 5 000 bilder förstördes.

## Ordförande och riksledare (Reichsführer) på nationell nivå
| År        |  | Namn                 | Organisationsbakgrund                                                           |
| --------- |  | -------------------- | ------------------------------------------------------------------------------- |
| 1919‑1920 |  | Otto Benecke         | (VDSt Göttingen)                                                                |
| 1920‑1921 |  | Peter van Aubel      | (Kath. Freie Vereinigung Köln)                                                  |
| 1921‑1922 |  | Franz Holzwarth      | (Göttingen)                                                                     |
| 1922‑1923 |  | Fritz Hilgenstock    | (Hannoversche Burschenschaft Arminia)                                           |
| 1923‑1924 |  | Arthur Fritsch       | (K.D.St.V. Winfridia Breslau i CV)                                              |
| 1924‑1926 |  | Hellmut Bauer        | (Burschenschaft Teutonia Kiel)                                                  |
| 1926‑1927 |  | Günter Thon          | (Burschenschaft Arminia Brünn)                                                  |
| 1927‑1929 |  | Walther Schmadel     | (Burschenschaft Danubia München)                                                |
| 1929‑1930 |  | Erich Hoffmann       | (Corps Austria Frankfurt am Main)                                               |
| 1930‑1931 |  | Hans‑Heinrich Schulz | (Corps Hildeso-Guestphalia Göttingen)                                           |
| 1931      |  | Walter Lienau        | (NSDStB och Corps Isaria München)                                               |
| 1931‑1933 |  | Gerhard Krüger       | (NSDStB och Burschenschaft Arminia Greifswald i ADB)                            |
| 1933‑1934 |  | Oskar Stäbel         | (NSDStB och Landsmannschaft Suevia Karlsruhe)                                   |
| 1934‑1936 |  | Andreas Feickert     | (NSDStB Hamburg)                                                                |
| 1936‑1945 |  | Gustav Adolf Scheel  | (som Reichsstudentenführer i den sammanslagna organisationen mellan DSt+NSDStB) |

### Fotnoter
1. ↑  Nationalencyklopedin: nazism[död länk]. Läst: 14 oktober 2011.